# キム・ヴィルフォルト
キム・ヴィルフォルト（Kim Vilfort, 1962年11月15日 -）は、デンマーク出身の元サッカー選手。ポジションはミッドフィールダー。

## 経歴
デンマーク代表が1992年のUEFA EURO '92で初優勝を成し遂げた当時の中心選手の一人。決勝のドイツ戦では、強烈なミドルシュートを決め同国の初優勝に貢献した。この他にも、1988年のUEFA欧州選手権1988、1996年のUEFA EURO '96に出場する等、国際Aマッチ77試合出場14得点を記録したが、FIFAワールドカップへの出場は叶わず、最も本大会出場に近付いたFIFAワールドカップ・アメリカ大会予選では、最終戦のスペイン戦の結果、0-1で敗れ出場を逃した。
クラブでは選手生活の大半をブレンビーIFで過ごした。そしてクラブに在籍した12年間に7度のリーグ優勝に貢献した。ブロンビーでは通算470試合出場110得点を記録、110得点はクラブ史上最多記録である。
引退後の現在は現役時代の大半を過ごしたブレンビーIFのスカウトを務めている。

## 所属クラブ
- 1979-1981  スコウルネIF
- 1981-1985  BKフレム（英語版、デンマーク語版）
- 1985-1986  リール
- 1986-1998  ブレンビーIF

## 個人タイトル
- デンマーク年間最優秀選手賞：1回 (1991)